# Maine Black Bears

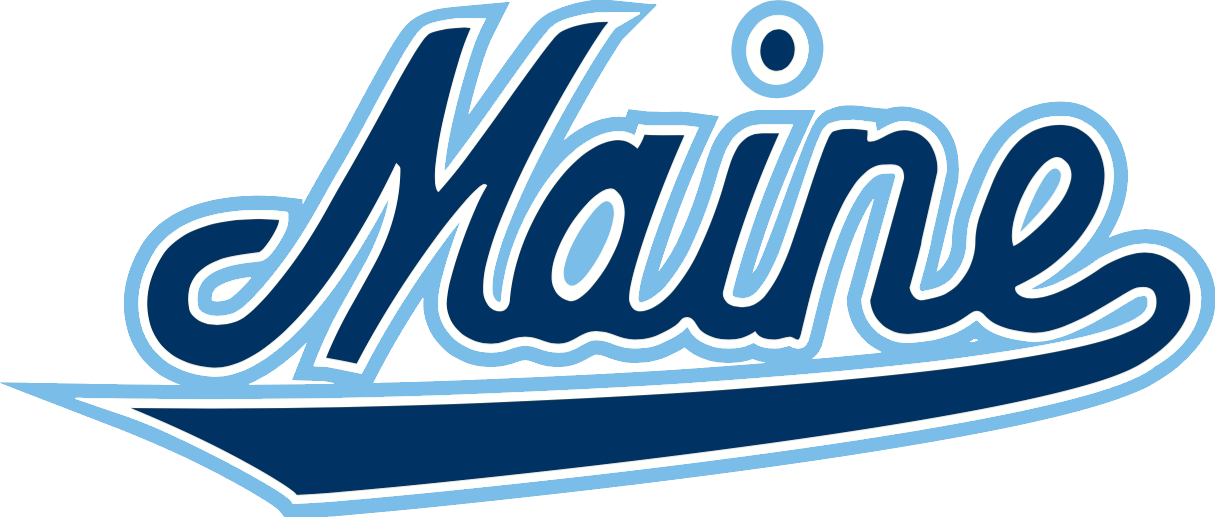
Black Bears textbaserade logotyp.

Maine Black Bears är en idrottsförening tillhörande University of Maine och har som uppgift att ansvara för universitetets idrottsutövning.

## Idrotter
Black Bears deltager i följande idrotter:
| Herrar - Amerikansk fotboll - Baseboll - Basket - Cross Country - Friidrott - Ishockey - Simning | Damer - Basket - Cross Country - Fotboll - Friidrott - Ishockey - Landhockey - Simning - Softboll |

## Idrottsutövare

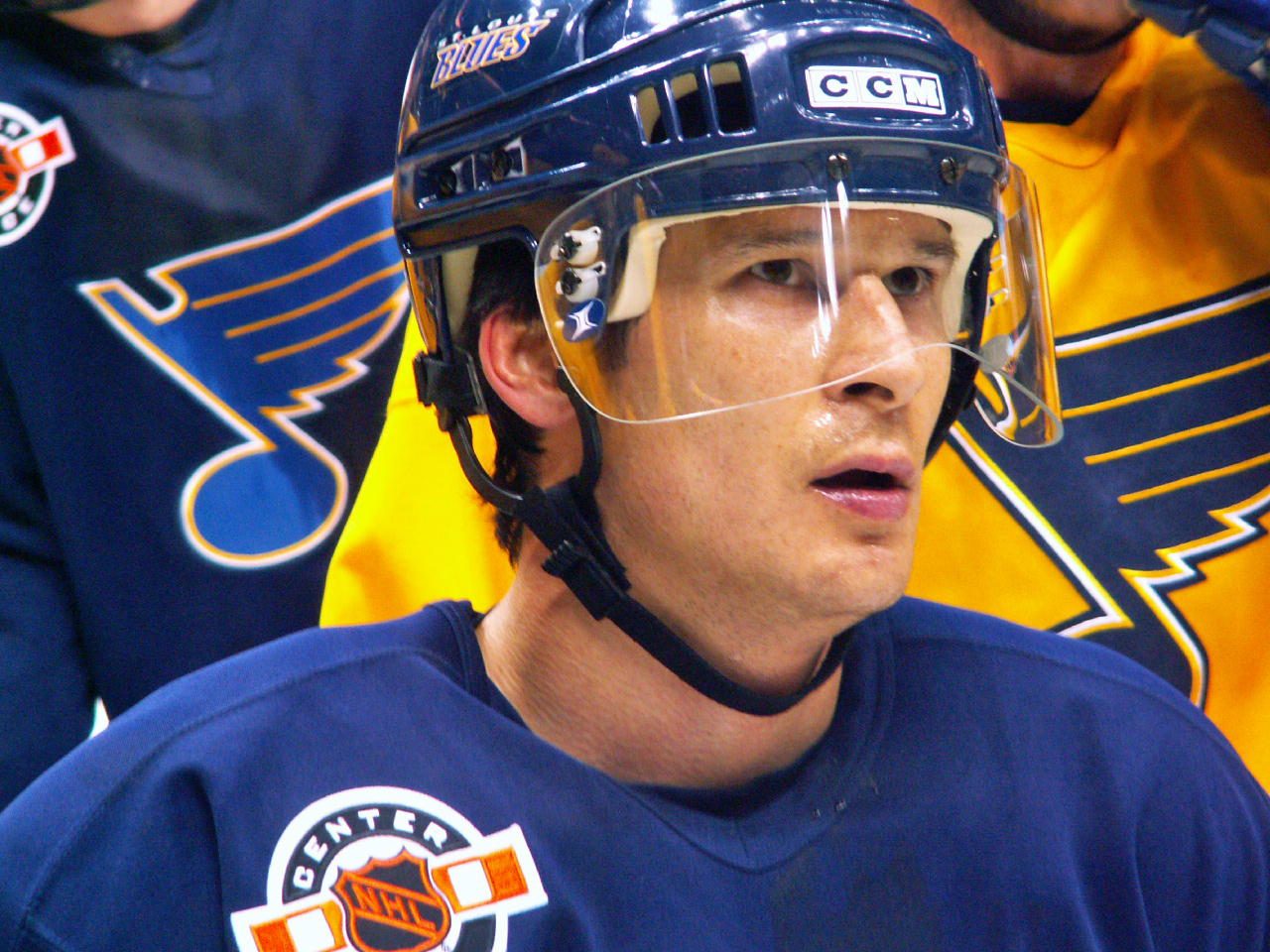
Paul Kariya.

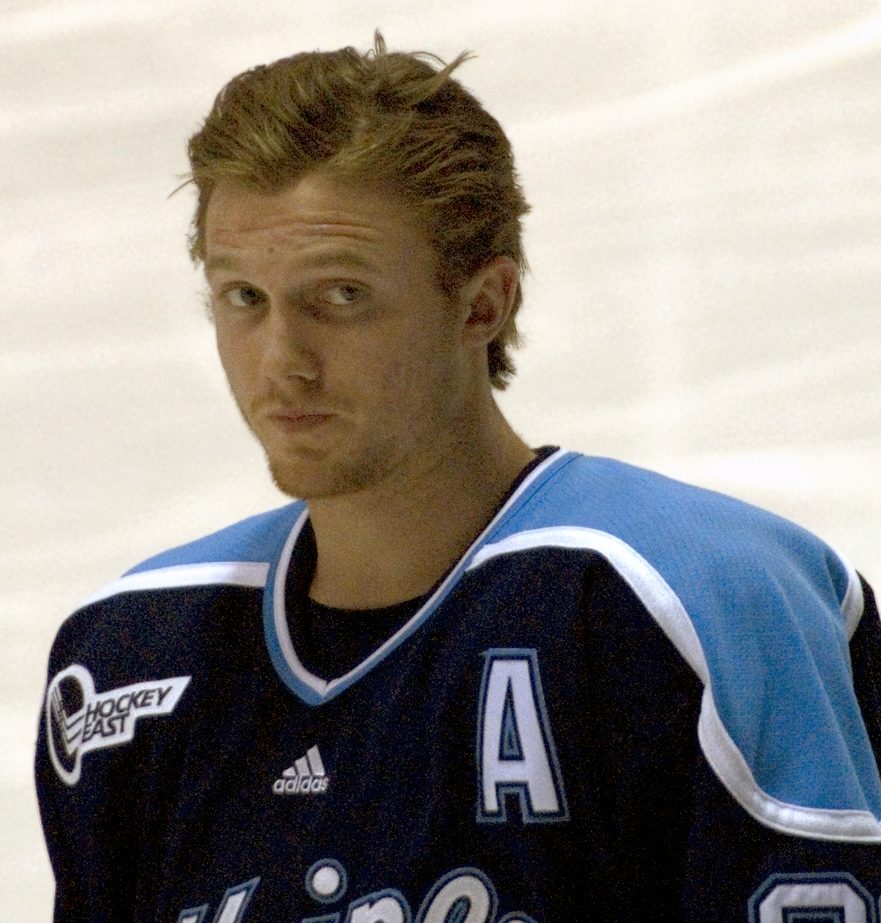
Gustav Nyquist.

| Basket - Mikaela Gustafsson Ishockey - Spencer Abbott - Mike Banwell - Ben Bishop - Jack Capuano - Keith Carney - Scott Darling - Niko Dimitrakos - Brian Flynn - Jimmy Howard - Ben Hutton - Doug Janik - Martin Kariya - Paul Kariya - Steve Kariya | - Brady Keeper - Lucas Lawson - Ryan Lomberg - Mike Lundin - Jim Montgomery - Bradly Nadeau - Gustav Nyquist - Will O'Neill - Chase Pearson - Dustin Penner - Teddy Purcell - Dan Renouf - Zach Sill - Garth Snow - Josh Soares - Patrice Tardif - Eric Weinrich - Victor Östman |